# (2689) Bruxelles
(2689) Bruxelles (1935 CF) – planetoida z grupy pasa głównego asteroid okrążająca Słońce w ciągu 3,34 lat w średniej odległości 2,23 j.a. Odkryta 3 lutego 1935 roku.